# Yrjö Jahnsson
Yrjö Waldemar Jahnsson, född 28 juli 1877 i Åbo, död 11 maj 1936 i Helsingfors, var en finländsk nationalekonom. 
Jahnsson, som blev filosofie licentiat 1907, var i sin ungdom en av gammalfinnarnas centrala gestalter, engagerad bland annat i studentpolitiken, språkfrågan, nykterhetsrörelsen och kooperationen. Han var anställd vid Statistiska centralbyrån 1907–1910, docent vid Helsingfors universitet 1909–1911 och utnämndes sistnämnda år professor i nationalekonomi vid Tekniska högskolan i Helsingfors. Utnämningen skedde efter att han hade vädjat till den rysksinnade senaten, som till följd av detta ratade den betydligt mer meriterade Heikki Renvall. Jahnsson blev därigenom illa sedd i den akademiska världen och 1926 startade studenterna vid högskolan en uppenbarligen från äktfinskt håll inspirerad aktion för att få honom att avgå, men den blev resultatlös. 
Under de ekonomiska krisåren kring 1930 framträdde Jahnsson med skarp kritik mot den deflatoriska finans- och penningpolitiken. Genom sitt agerande blev han något av en galjonsfigur inom den så kallade kristidsrörelsen. Som nationalekonomisk tänkare representerade han närmast en förkeynesiansk riktning. Den ytterst mångsidigt verksamme Jahnsson grundade även ett progressivt privatläroverk, Helsingin suomalainen yksityislyseo. 
Jahnsson skapade sig en betydande förmögenhet genom fastighetstransaktioner och hade omfattande kulturella och filantropiska intressen. Hans änka, filosofie kandidat (1904) Hilma Jahnsson (1882–1975), bildade 1954 Yrjö Jahnssonin säätiö, en av Finlands penningstarkaste stiftelser, som årligen utdelar stora belopp främst till förmån för finsk nationalekonomisk och medicinsk forskning.